# Paguristes arostratus
Paguristes arostratus is een tienpotigensoort uit de familie van de Diogenidae. De wetenschappelijke naam van de soort is voor het eerst geldig gepubliceerd in 2006 door Rahayu.